# 대한민국 민법 제663조
대한민국 민법 제663조는 사용자파산과 해지통고에 대한 민법총칙 조문이다.

## 조문
제663조(사용자파산과 해지통고) ①사용자가 파산선고를 받은 경우에는 고용기간의 약정이 있는 때에도 노무자 또는 파산관재인은 계약을 해지할 수 있다.
②전항의 경우에는 각 당사자는 계약해지로 인한 손해의 배상을 청구하지 못한다.

第663條(使用者破産과 解止通告) ①使用者가 破産宣告를 받은 境遇에는 雇傭期間의 約定이 있는 때에도 勞務者 또는 破産管財人은 契約을 解止할 수 있다.
②前項의 境遇에는 各 當事者는 契約解止로 因한 損害의 賠償을 請求하지 못한다.

## 참고 문헌
- 오현수, 일본민법, 진원사, 2014. ISBN 978-89-6346-345-2
- 오세경, 대법전, 법전출판사, 2014 ISBN 978-89-262-1027-7
- 이준현, LOGOS 민법 조문판례집, 미래가치, 2015. ISBN 979-1-155-02086-9